# 68. peruť RAF
Označení 68. peruť (anglicky No. 68 Squadron) bylo v Royal Flying Corps a Royal Air Force užíváno pro dvě odlišné perutě, z nichž pouze jedna byla jednotkou britských ozbrojených sil v přesném smyslu. Označení „No. 68 Squadron RFC“ bylo britskou vojenskou administrativou po nějakou dobu užíváno pro 2. peruť Australian Flying Corps.

## První světová válka

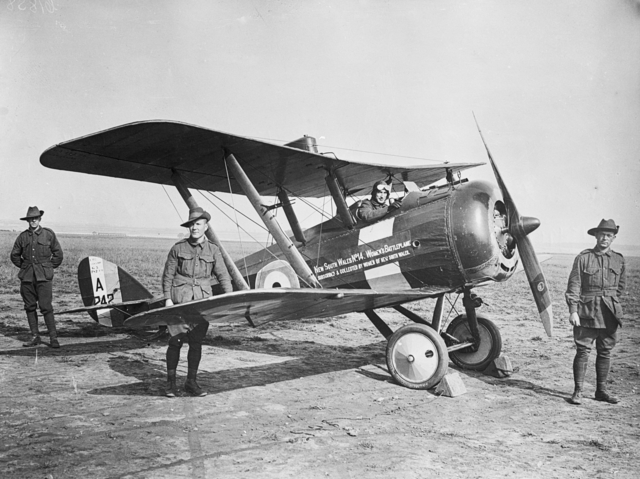
Airco DH.5 68. peruti RFC (2. peruti AFC).

2. peruť Australian Flying Corps byla zformována v Heliopolis v Egyptě v roce 1916.:s.178–180 Po nějakou dobu byla britským vojenským místům známa jako "68. peruť RFC", podle některých zdrojů z důvodů předejití záměny s 2. perutí RFC. Toto označení nebylo perutí ani Australskými expedičními silami přijato, a ve skutečnosti od něj bylo počátkem roku 1918 upuštěno i Brity, ještě před vznikem Royal Air Force.
Jednotka byla původně vybavena letouny Airco DH.5 a nasazována k bitevním útokům na nepřátelské zákopy, a v lednu 1918 byla přezbrojena na stíhače S.E.5a, které si podržela do konce války. Peruť si nárokovala 77 vzdušných vítězství,:s.44 a zůstala v Evropě až do 28. února 1919, kdy byla rozpuštěna.

## Druhá světová válka
Během druhé světové války byla 7. ledna 1941 na základně RAF Catterick zformována nová 68. peruť, první nesoucí toto označení v rámci Royal Air Force, jako jednotka nočních stíhačů vyzbrojená stroji Bristol Blenheim, která se stala operační 7. dubna téhož roku, předtím než byla přeložena do High Ercall. V květnu 1941 přešla na typ Bristol Beaufighter a v březnu 1942 se s nimi přesunula na základnu RAF Coltishall v Norfolku. V červenci 1944 peruť přezbrojila na typ de Havilland Mosquito.
Počínaje červencem 1941 se u peruti vyskytoval značný podíl exilových československých letců, v síle až osmi kompletních posádek. Tato vzájemná pouta a noční stíhací aktivity perutě byly symbolicky vyjádřeny v roce 1944, když Air Chief Marshal Charles Steele peruti předal znak zobrazující hlavu sovy, doprovázené mottem v češtině „Vždy připraven“.:s.2–11
V hodnosti Pilot Officer působil u perutě i básník James Farrar. Padl v noci z 25. na 26. července 1944 když během hlídky nad Temží (jako navigátor Mosquita pilotovaného Fredem Kempem) pronásledoval létající střelu V-1.:s.12
68. peruť byla deaktivována 20. dubna 1945 a většina příslušníků přeložena k jiným jednotkám, včetně 125. peruti RAF.
Peruti bylo za války přiznáno 61 sestřelů jistých, 9 pravděpodobných a 21 letounů nepřítele jako poškozené, a dále i zneškodnění 18 letounových střel V-1. Z toho na československé posádky připadá 21 vzdušných vítězství jistých, 3 pravděpodobné, 7 strojů poškozených a 3 zničené V-1.:s.12

## Poválečné období
Peruť byla reaktivována 1. ledna 1952, a se stroji Gloster Meteor působila jako noční stíhací ze základny RAF Wahn v Západním Německu až do 20. ledna 1959, kdy byla přeznačena na 5. peruť RAF.